# Hemerobius edui
Hemerobius edui är en insektsart som beskrevs av Monserrat 1991. Hemerobius edui ingår i släktet Hemerobius och familjen florsländor. Inga underarter finns listade i Catalogue of Life.